# Mohamed Abbas
Mohamed Abbas (27 ottobre 1963) è un ex maratoneta nigeriano, primatista nazionale della specialità.

## Biografia
L'11 novembre 1990 ha stabilito il record nazionale nella maratona durante la maratona di Lagos, con un tempo di 2h16'06".
Ha partecipato alla gara di maratona dei Giochi olimpici di Seul 1988, classificandosi solo settantesimo con un tempo di 2h35'26".

## Progressione

### Maratona
| Stagione | Tempo    | Luogo | Data       | Rank. Mond. |
| -------- | -------- | ----- | ---------- | ----------- |
| 1990     | 2h16'06" | Lagos | 11-11-1990 |             |
| 1988     | 2h35'26" | Seul  | 2-10-1988  |             |

## Altre competizioni internazionali
1990
- Argento alla Maratona di Lagos ( Lagos) - 2h16'06"

1992
- Oro alla Maratona di Lagos ( Lagos) - 2h22'11"